# 登嫩洛爾湖

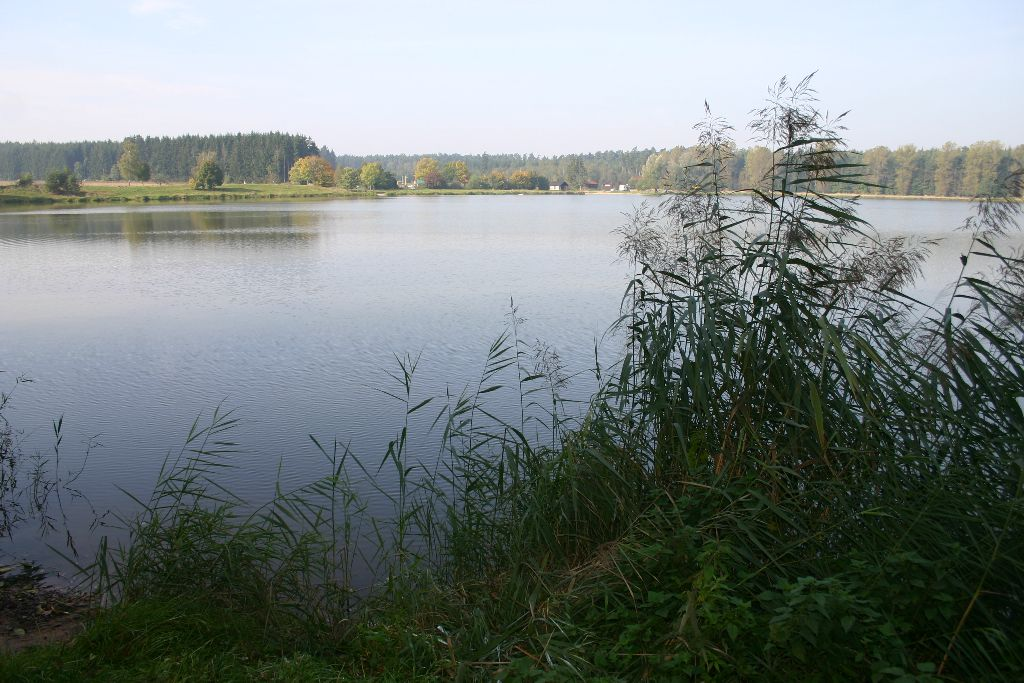

49°6′25″N 10°36′56″E / 49.10694°N 10.61556°E
登嫩洛爾湖（德語：Dennenloher See），是德國的湖泊，位於該國東南部，由巴伐利亞負責管轄，處於安斯巴赫，長1.1公里、寬0.3公里，面積0.2平方公里，海拔高度444米，平均水深2.4米。